# Kula-Farallon Rug
De Kula-Farallon Rug was een mid-oceanische rug in de Grote Oceaan gedurende de Jura. De rug was de scheiding tussen de Kula plaat en de Farallonplaat.
Het is niet precies bekend tot hoelang de rug na de Jura nog heeft bestaan maar men vermoedt dat de rug in ieder geval gedurende het Krijt.